# Marieulles
Marieulles ist eine französische Gemeinde mit 699 Einwohnern (Stand 1. Januar 2022) im Département Moselle in der Region Grand Est (bis 2015 Lothringen). Sie gehört zum Arrondissement Metz.

## Geographie
Marieulles liegt in Lothringen, etwa 15 Kilometer südlich von Metz und acht Kilometer westlich von Verny auf einer Höhe zwischen 183 und 375 m über dem Meeresspiegel. Das Gemeindegebiet umfasst 8,19 km². Die in Nord-Süd-Richtung verlaufende Autoroute A31 teilt das Gebiet der Gemeinde in der Mitte.
Zur Gemeinde Marieulles gehört außerdem das etwas nördlich gelegene Dorf Vezon.

## Geschichte
Ältere Ortsbezeichnungen sind Mariolas (691?), Macerolias (752), Mareolas (949), Margoil (1161), Mareolis (1221), Marreola (1311), Mareuille (15. Jh.), Mairuelle (1404) und Marieulle (1436). Die Ortschaft gehörte früher zum Bistum Metz.
Durch den Frankfurter Frieden vom 10. Mai 1871 kam die Region an Deutschland und das Dorf wurde dem Landkreis Metz im Bezirk Lothringen des Reichslandes Elsaß-Lothringen zugeordnet. Die Dorfbewohner betrieben Getreide-, Wein-, Obst-  und Gemüsebau sowie Viehzucht.
Nach dem Ersten Weltkrieg musste die Region aufgrund der Bestimmungen des Versailler Vertrags 1919 an Frankreich abgetreten werden. Im Zweiten Weltkrieg war die Region von der deutschen Wehrmacht besetzt und stand unter deutscher Verwaltung.
1915–1919 trug das Dorf den eingedeutschten Namen Mariellen und 1940–1944 Marendorf.

### Bevölkerungsentwicklung
| Jahr      | 1962 | 1968 | 1975 | 1982 | 1990 | 1999 | 2007 | 2019 |
| Einwohner | 330  | 336  | 356  | 456  | 554  | 575  | 564  | 701  |

## Kultur und Sehenswürdigkeiten
- Kirche St. Martin, mit kolossalem dreistöckigen, einst befestigtem  Turm aus dem 13. Jahrhundert[1]
- Kapelle St. Léonard

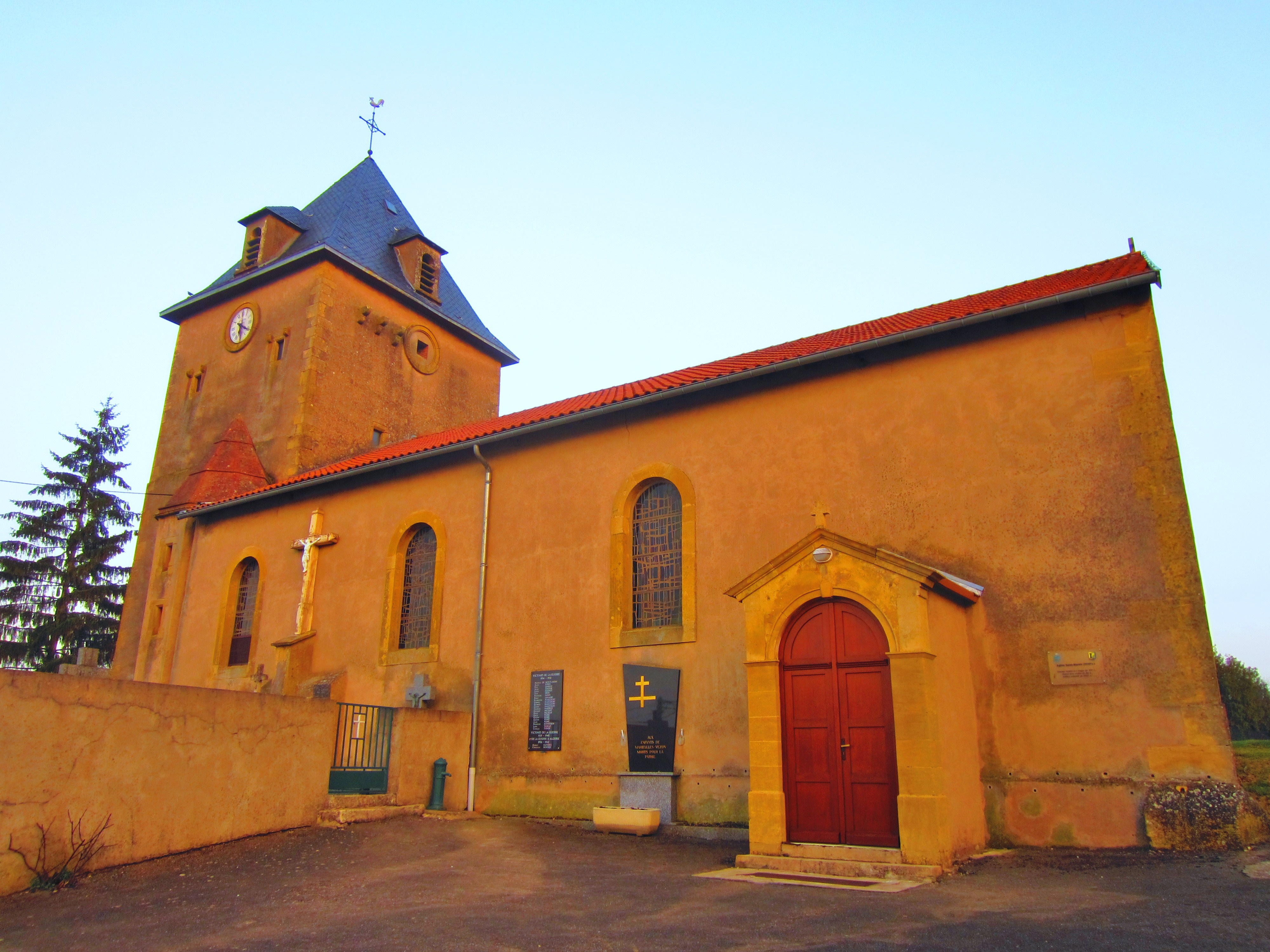
Kirche St. Martin
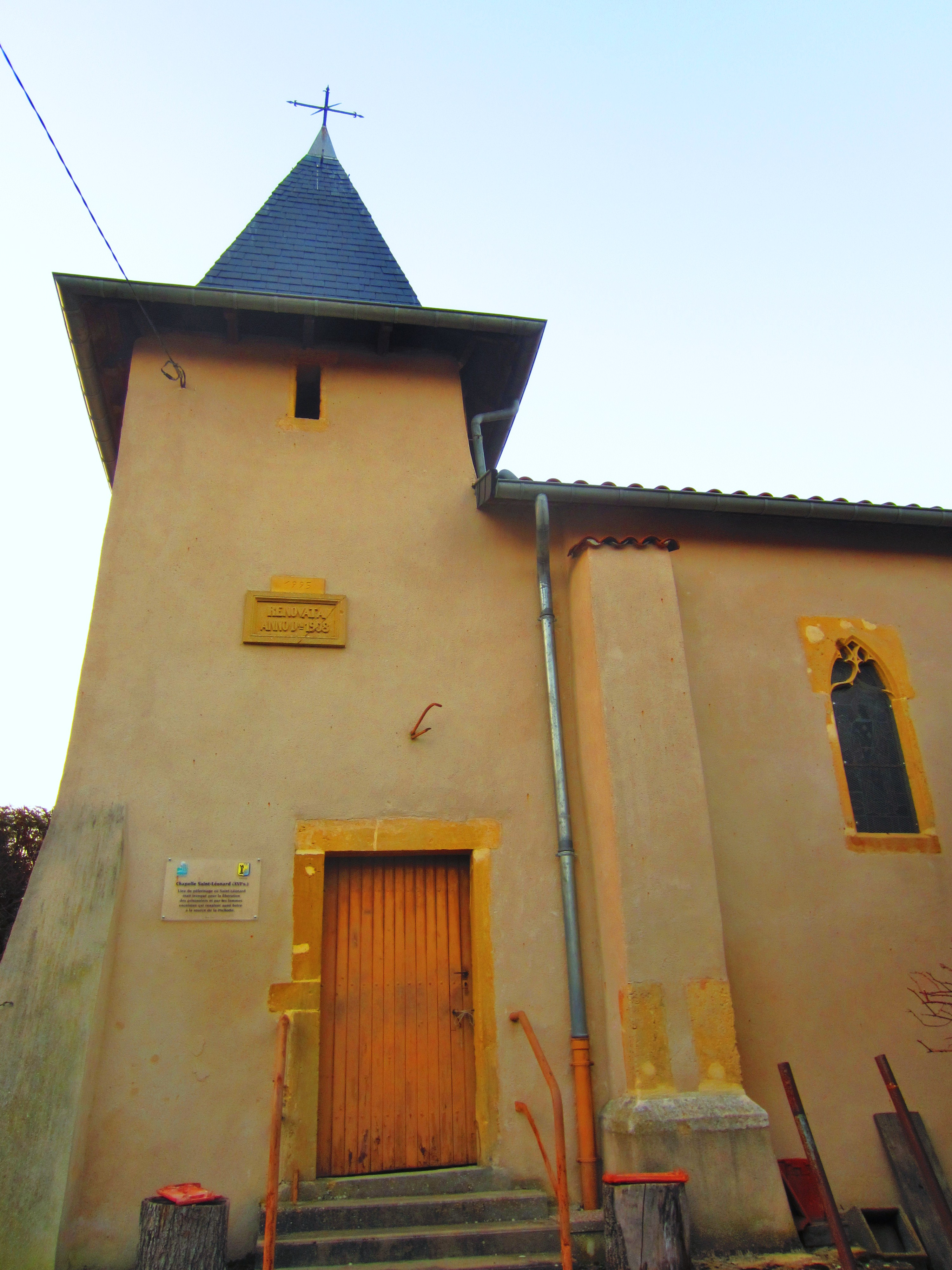
Kapelle St. Léonard